# Air Gabon International
A  Air Gabon International  é uma companhia aérea do Gabão, fundada em 1951 possui sede na capital do país a cidade de Libreville, atualmente a empresa conta com 6 frotas e 11 destinos.
Air Gabon foi fundada em 1951 como Compagnie Gabonaise Aerienne a operarem voos regionais fora de Libreville usando Beechcraft e DeHavilland aeronave. Tornou-se a transportadora de bandeira nacional, em 1968, depois rebatizado Societé Nationale Air Gabon.